# Genevilla
Genevilla település Spanyolországban, Navarra autonóm közösségben. Genevilla Aguilar de Codés, Cabredo, Campezo-Kanpezu és Bernedo községekkel határos. Lakosainak száma 68 fő (2024).

## Népesség
A település népessége az elmúlt években az alábbi módon változott:
| Lakosok száma | 123  | 105  | 100  | 98   | 80   | 73   | 76   | 70   | 57   | 68   |
|               | 2001 | 2004 | 2007 | 2009 | 2012 | 2014 | 2017 | 2019 | 2022 | 2024 |